# Couzens Bay
Die Couzens Bay ist eine eisgefüllte, fjordartige und rund 15 Kilometer lange Bucht in der antarktischen Ross Dependency. Sie liegt auf der Westseite des Ross-Schelfeises zwischen dem Senia Point und Kap Goldschmidt an der Shackleton-Küste. 
Teilnehmer einer von 1960 bis 1961 durchgeführten Kampagne im Rahmen der New Zealand Geological Survey Antarctic Expedition benannten sie nach Lieutenant Thomas Couzens (1931–1959) von der Royal New Zealand Air Force, der bei einem Sturz in eine Gletscherspalte am Kap Selborne am 19. November 1959 ums Leben kam.